# Friedrich Wilhelm Klumpp
Friedrich Wilhelm Klumpp, född den 30 april 1790, död den 12 juli 1868, var en tysk pedagog.
Klumpp blev 1821 lärare vid gymnasiet i Stuttgart och var 1848-64 medlem av württembergska undervisningsrådet samt referent för realläroverken. Ivrig vän av turnväsendet, även sedan det upphört att vara en politisk statsangelägenhet, fick Klumpp tillika tidigt blicken öppen för naturvetenskapens tillbakasatta ställning vid skolundervisningen och gav genom sin vidlyftiga skrift Die gelehrten Schulen nach den Grundsätzen des wahren Humanismus und den Anforderungen der Zeit (1829-30) uppslaget till den württembergska skolbildningens övergång från en ensidigt klassisk inriktning.